# Leerodt (Adelsgeschlecht)

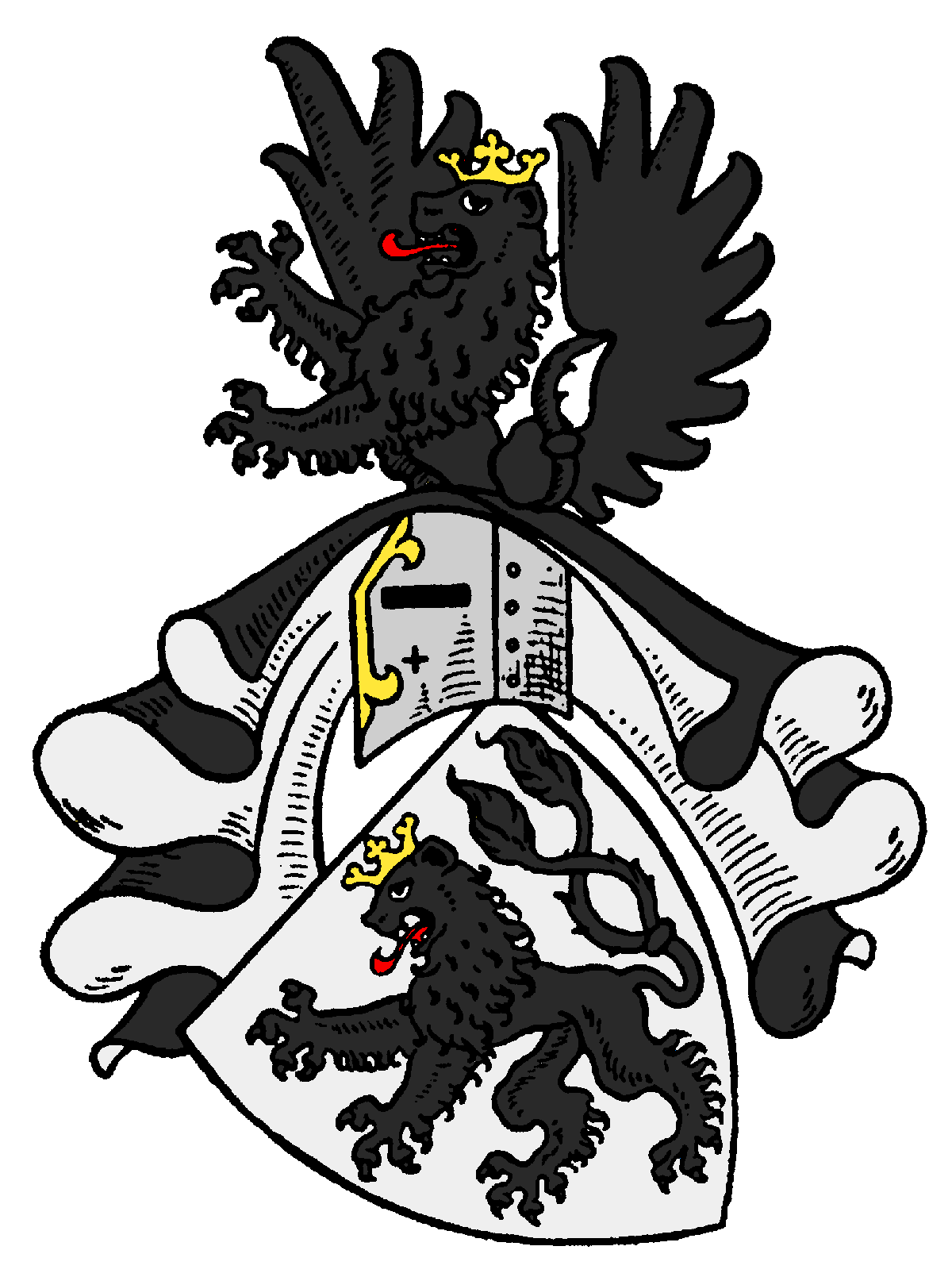
Wappen derer von Leerodt

Leerodt – auch Leerode, Leyroed, Leerath – ist der Name eines alten Adelsgeschlechts im Herzogtum Jülich-Berg.

## Name, Besitzungen und Ämter
Der Name leitet sich ab vom Stammsitz der Familie, dem Schloss Leerodt in Geilenkirchen, erstmals erwähnt im 14. Jahrhundert, bis 1817 im Besitz der Familie. Verschiedene Namensträger waren Inhaber geistlicher Ämter (z. B. als Domherren oder Stiftsdamen) oder Inhaber von Verwaltungsämtern im Herzogtum Jülich.
Die Familie hatte zeitweise Besitztümer unter anderem in Honsdorf, Asdonk/Kamp-Lintfort, Born, Müllekoven, Müllendorf, Opheim, Trips, Unterwestrich, Waldenrath, Welz und Rurdorf.

## Wappen
Das Wappen zeigt in Silber einen gekrönten schwarzen Löwen. Auf dem Helm mit schwarz-silbernen Decken der Löwe zwischen schwarzem Flug.

## Namensträger
- Johann Arnold von Leerodt (ca. 1603–1667), Domherr in Münster und Lüttich
- Johann Hugo Franz Carl von Leerodt (1691–1764), Domherr in Halberstadt[6][7]
- Johannes Schütz von Leerodt (1872–1953), preußischer Ministerialbeamter, Jurist und Landrat